# Maangchi
Maangchi Kim Gvangszuk (김광숙, Kim Gwang-suk), angol nevén Emily Kim koreai háziasszony YouTube-csatornájának és weboldalának neve. A név a „kalapács” jelentésű mangcshi (망치, mangchi) szóból származik. Maangchi népszerű YouTube-sztár, koreai recepteket bemutató videocsatornájának 2015 júniusában több mint 600 000 feliratkozója volt, több mint Martha Stewartnak.

## Élete és pályafutása
A Dél-Csolla (Jeolla) tartománybeli Joszu (Yeosu)ban született, családja tenger gyümölcseivel foglalkozó üzletágban dolgozott. Főzni édesanyjától és nagymamáitól tanult. 1992-ben költözött férjével az Egyesült Államokba, Missouriba. Koreai családoknál dolgozott tanácsadóként és főzött is rájuk. 2003-ban elvált, gyermekei pedig elköltöztek, így az asszony sok időt töltött az interneten, ahol online szerepjátékokkal töltötte az idejét. Innen származik a Maangchi név is, ez volt az avatárja. A gyermekei unszolására töltötte fel az első receptjét a YouTube-ra 2007-ben. Először csak hobbiból osztogatta meg a receptjeit, később azonban otthagyta a munkáját és főállású vlogger lett. 2009-ben újra férjhez ment, férje webfejlesztőként dolgozik.
Koreai receptek mellett fúziós ételeket is bemutat, rajongói találkozókat, főzőtanfolyamot és workshopokat is szervez, valamint az ételek nevének helyes kiejtéséről is tölt fel videót. 2015-ben szakácskönyve is megjelent Maangchi’s Real Korean Cooking címmel.